# ماري كاردينال
ماري كاردينال (بالفرنسية: Marie Cardinal)‏ كاتبة فرنسية، وصحفية، وسيناريست، وممثلة، اسمها بالكامل سيمون أوديتو ماري تيريز كاردينال (ولدت 3 مارس عام 1928 أو 1929 في الجزائر، عاصمة فرنسا في ذلك الوقت، وتوفت 9 مايو 2001 في فالريس، فوكلوز، فرنسا).

## حياتها
ولدت كاردينال في عائلة -الأقدام السوداء- فرنسية ثرية، التي أقامت في الجزائر منذ عام 1836، ثم انفصلا والديها بعد وقت قصير من ولادتها، وظلت مع والدتها لرعايتها. وبعد الانتهاء من الدراسة في المدرسة الكاثوليكية أكملت دراسة الفلسفة في جامعة السوربون في باريس، وحصلت على درجة الدبلوم الأكاديمي في بحثها عن الفيلسوف فيلو السكندري.
تزوجت كاردينال عام 1953 من جان بيير رونفراد المخرج الفرنسي وكوميديان المسرح، وسافرا الزوجان للخارج حتى عام 1960، حيث عملت مدرس فلسفة في المدرسة الفرنسية في سالونيك، ولشبونة، وفيينا، والمونتريال في كندا. وولدت أطفالها الثلاثة في الجزائر ولشبونة.
قامت بأداء مشهدين أو ثلاثة في فيلم للمخرج جان لوك جودارد، وبعدها أخذت دورًا في فيلم موشيت (Mouchette) إخراج بيرسون. وانتقلت مع أطفالها عام 1969 إلى باريس، في حين ظل زوجها في كندا. ولكسب لقمة العيش عملت صحفية في مجلة ال’ اكسبريس (L’Express) وأيضًا في مجلة إل (Elle) لفترة من الوقت.
وكانت بداية انطلاقها عام 1962 حيث نشرت رواية واحدة وبعدها واصلت كتابة أعمالها، التي لا تتماشى مع ذوق الطبقة المثقفة في ذلك الوقت، وأقبل قاعدة عريضة من الجمهور على أعمالها، وعلى القراءة إلى حد كبير.

## الجوائز والتكريم
1.	1962: الجائزة الدولية للرواية الأولى، عن رواية أنصتوا للبحر.

2.	1976: جائزة ليترى عن فيلم كلمات للتفوه بها. 

## الإصدارات
- انصتوا للبحر. رواية. بريس باكت، باريس 1962.
- المفتاح في الباب. رواية. جراسيه، باريس 1972، OCLC 2477519.
- الألمانية: المفتاح تحت الحصيرة. روفولت، راينبك، في هامبورج 1980، ISBN 3-499-14557-X.
- كلمات للتفوه بها. رواية. جراسيه، باريس، 1975. ISBN 2-246-00211-7.
- الألمانية: خيال الفم. روغنر وبرنهارد، ميونيخ 1977، ISBN 3-8077-0070-6.
- هذا يعني. 1977.
- حياه لشخصين. 1978.
- الألمانية: رحلة أيرلندا. روفولت، ، راينبك، في هامبورج 1981، ISBN 3-499-14806-4.
- في محل مولدي. دار نشر غراسيه وفاسكيل، باريس 1980.
- ترجمه إلى الألمانية أندريا شبينجلر: رحلة إلى الجزائر أو في حديقة طفولتي. (= زوجة جديدة). روفولت، راينبك، في هامبورج 1985، ISBN 3-499-15655-5.
- الماضي المُتعَذَى عليه، ب. جراسيه، باريس 1983, ISBN 2-246-28681-6.
- مقدمة، الترجمة: La Médée d'Euripide. (الميديا كتبها يوربيدس). جراسيه، باريس، 1987، ISBN 2-246-39001-X.
- الاضطرابات الكبيرة. 1987.
- الاضطراب الكبير. زسولناي، فيينا / دارمشتات عام 1988، ISBN 3-423-11545-9.
- الأقدام السوداء، 1988.
- يوم الخميس لشارل ولولو. المكتبة الفرنسية العامة، باريس 1996، ISBN 2-253-13617-4.
- المسكوت عنه. دار نشر أنيكا بارنس، باريس 2012، ISBN 978-2-923830-09-4.

## الأفلام
- كلمات للتفوه بها؛ إخراج: جوزى بينيرو.

## السيرة الذاتية
- نصوص مختلفة باللغة الألمانية، والإنجليزية، والفرنسية نجدها في هذا الكتاب Marie Cardinal: New Perspectives. Lang, Oxford/ Bern/ Berlin 2006

ماريا كاردينال: وجهات نظر جديدة. استفاضة، أوكسفورد/بيرن/برلين 2006 

## روابط خارجية
- ماري كاردينال على موقع IMDb (الإنجليزية)
- ماري كاردينال على موقع الموسوعة البريطانية (الإنجليزية)
- ماري كاردينال على موقع قاعدة بيانات الفيلم (الإنجليزية)